# USA ved sommer-OL 2024
USA deltog ved sommer-OL 2024 i Paris, Frankrig fra den 26. juli til den 11. august 2024.

## Medaljer
| 2024 Paris | Guld | Sølv | Bronze | Total |
| USA        | 40   | 44   | 42     | 126   |

### Medaljevinderne
| USA under sommer-OL 2024 i Paris | USA under sommer-OL 2024 i Paris | USA under sommer-OL 2024 i Paris   | USA under sommer-OL 2024 i Paris       | USA under sommer-OL 2024 i Paris |
| Medalje                          | Navn | Sport                              | Event                                  | Dato                             |
| -------------------------------- | --- | ---------------------------------- | -------------------------------------- | -------------------------------- |
| Guld                             | Jack Alexy Hunter Armstrong Caeleb Dressel Chris Guiliano Ryan Held[a] Matt King[a] | Svømning                           | Herrernes 4x400 m fri                  | 27. juli                         |
| Guld                             | Lee Kiefer | Fægtning                           | Damernes fleuret                       | 28. juli                         |
| Guld                             | Torri Huske | Svømning                           | Damernes 100 m butterfly               | 28. juli                         |
| Guld                             | Simone Biles Jade Carey Jordan Chiles Sunisa Lee Hezly Rivera | Gymnastik                          | Damernes hold                          | 30. juli                         |
| Guld                             | Katie Ledecky | Svømning                           | Damernes 1500 m fri                    | 31. juli                         |
| Guld                             | Jacqueline Dubrovich Lee Kiefer Lauren Scruggs Maia Weintraub | Fægtning                           | Damernes fleuret for hold              | 2. august                        |
| Guld                             | Simone Biles | Gymnastik                          | Women's artistic individual all-around | 1. august                        |
| Guld                             | Justin Best Liam Corrigan Michael Grady Nick Mead | Roning                             | Men's four                             | 1. august                        |
| Guld                             | Kate Douglass | Svømning                           | Damernes 200 m brystsvømming           | 1. august                        |
| Guld                             | Ryan Crouser | Atletik                            | Herrernes kuglestød                    | 3. august                        |
| Guld                             | Simone Biles | Gymnastik                          | Damernes spring over hest              | 3. august                        |
| Guld                             | Vincent Hancock | Skydning                           | Men's skeet                            | 3. august                        |
| Guld                             | Katie Ledecky | Svømning                           | Damernes 800 m fri                     | 3. august                        |
| Guld                             | Caeleb Dressel[a] Nic Fink Torri Huske Ryan Murphy Regan Smith[a] Charlie Swanson[a] Gretchen Walsh Abbey Weitzeil[a] | Svømning                           | Mix 4×100 m medley                     | 3. august                        |
| Guld                             | Noah Lyles | Atletik                            | Herrernes 100 m                        | 4. august                        |
| Guld                             | Kristen Faulkner | Cykling                            | Women's individual road race           | 4. august                        |
| Guld                             | Scottie Scheffler | Golf                               | Men's individual                       | 4. august                        |
| Guld                             | Bobby Finke | Svømning                           | Men's 1500 m freestyle                 | 4. august                        |
| Guld                             | Katharine Berkoff[a] Kate Douglass[a] Torri Huske Lilly King Alex Shackell[a] Regan Smith Gretchen Walsh Emma Weber[a] | Svømning                           | Women's 4 × 100 m medley relay         | 4. august                        |
| Guld                             | Valarie Allman | Atletik                            | Women's discus throw                   | 5. august                        |
| Guld                             | Caroline Marks | Surfing                            | Women's shortboard                     | 5. august                        |
| Guld                             | Cole Hocker | Atletik                            | Herrernes 1500 m                       | 6. august                        |
| Guld                             | Gabby Thomas | Atletik                            | Damernes 200 m                         | 6. august                        |
| Guld                             | Amit Elor | Brydning                           | Women's freestyle 68 kg                | 6. august                        |
| Guld                             | Quincy Hall | Atletik                            | Herrernes 400 m                        | 7. august                        |
| Guld                             | Chloé Dygert Kristen Faulkner Jennifer Valente Lily Williams | Cykling                            | Women's team pursuit                   | 7. august                        |
| Guld                             | Sarah Hildebrandt | Brydning                           | Women's freestyle 50 kg                | 7. august                        |
| Guld                             | Grant Holloway | Atletik                            | Herrernes 110 m hækkeløb               | 8. august                        |
| Guld                             | Sydney McLaughlin-Levrone | Atletik                            | Damernes 400 m hækkeløb                | 8. august                        |
| Guld                             | Tara Davis-Woodhall | Atletik                            | Women's long jump                      | 8. august                        |
| Guld                             | Rai Benjamin | Atletik                            | Men's 400 m hurdles                    | 9. august                        |
| Guld                             | Melissa Jefferson Sha'Carri Richardson Twanisha Terry Gabby Thomas | Atletik                            | Women's 4 x 100 m relay                | 9. august                        |
| Guld                             | Olivia Reeves | Vægtløftning                       | Women's 71 kg                          | 9. august                        |
| Guld                             | Christopher Bailey Rai Benjamin Bryce Deadmon Vernon Norwood Quincy Wilson[a] | Atletik                            | Herrernes 4×400 m stafet               | 10. august                       |
| Guld                             | Masai Russell | Atletik                            | Women's 100 m hurdles                  | 10. august                       |
| Guld                             | Kaylyn Brown[a] Aaliyah Butler[a] Quanera Hayes[a] Alexis Holmes Shamier Little Sydney McLaughlin-Levrone Gabby Thomas | Atletik                            | Women's 4 × 400 m relay                | 10. august                       |
| Guld                             | USAs basketballlanshold for mænd- Bam Adebayo - Devin Booker - Stephen Curry - Anthony Davis - Kevin Durant - Anthony Edwards - Joel Embiid - Tyrese Haliburton - Jrue Holiday - LeBron James - Jayson Tatum - Derrick White | Basketball                         | Herrernes turnering                    | 10. august                       |
| Guld                             | USAs landhold i fodbold for kvinder- Korbin Albert - Croix Bethune - Sam Coffey - Tierna Davidson - Crystal Dunn - Emily Fox - Naomi Girma - Lindsey Horan - Casey Krueger - Rose Lavelle - Casey Murphy - Alyssa Naeher - Jenna Nighswonger - Trinity Rodman - Emily Sams - Jaedyn Shaw - Sophia Smith - Emily Sonnett - Mallory Swanson - Lynn Williams | Fodbold                            | Damernes turnering                     | 10. august                       |
| Guld                             | USAs landshold i basketball for damer- Napheesa Collier - Kahleah Copper - Chelsea Gray - Brittney Griner - Sabrina Ionescu - Jewell Loyd - Kelsey Plum - Breanna Stewart - Diana Taurasi - Alyssa Thomas - A'ja Wilson - Jackie Young | Basketball                         | Damernes turnering                     | 11. august                       |
| Guld                             | Jennifer Valente | Cykling                            | Women's omnium                         | 11. august                       |
| Sølv                             | Sarah Bacon Kassidy Cook | Udspring                           | Women's synchronized 3 m springboard   | 27. juli                         |
| Sølv                             | Erika Connolly[a] Kate Douglass Torri Huske Simone Manuel Gretchen Walsh Abbey Weitzeil[a] | Svømning                           | Women's 4 × 100 m freestyle relay      | 27. juli                         |
| Sølv                             | Haley Batten | Cykling                            | Women's cross-country                  | 28. juli                         |
| Sølv                             | Lauren Scruggs | Fægtning                           | Women's foil                           | 28. juli                         |
| Sølv                             | Nic Fink | Svømning                           | Men's 100 m breaststroke               | 28. juli                         |
| Sølv                             | Gretchen Walsh | Svømning                           | Women's 100 m butterfly                | 28. juli                         |
| Sølv                             | Jagger Eaton | Skateboard                         | Herrernes street                       | 29. juli                         |
| Sølv                             | Katie Grimes | Svømning                           | Women's 400 m individual medley        | 29. juli                         |
| Sølv                             | Bobby Finke | Svømning                           | Men's 800 m freestyle                  | 30. juli                         |
| Sølv                             | Brooks Curry[a] Carson Foster Chris Guiliano[a] Luke Hobson Drew Kibler Blake Pieroni[a] Kieran Smith | Svømning                           | Men's 4 × 200 m freestyle relay        | 30. juli                         |
| Sølv                             | Regan Smith | Svømning                           | Women's 100 m backstroke               | 30. juli                         |
| Sølv                             | Perris Benegas | Cykling                            | Women's BMX freestyle                  | 31. juli                         |
| Sølv                             | Torri Huske | Svømning                           | Women's 100 m freestyle                | 31. juli                         |
| Sølv                             | Regan Smith | Svømning                           | Women's 200 m butterfly                | 1. august                        |
| Sølv                             | Erin Gemmel Katie Ledecky Paige Madden Simone Manuel[a] Anna Peplowski[a] Alex Shackell[a] Claire Weinstein | Svømning                           | Women's 4 × 200 m freestyle relay      | 1. august                        |
| Sølv                             | Karl Cook Laura Kraut McLain Ward | Hestesport                         | Team jumping                           | 2. august                        |
| Sølv                             | Sagen Maddalena | Skydning                           | Women's 50 m rifle three positions     | 2. august                        |
| Sølv                             | Regan Smith | Svømning                           | Women's 200 m backstroke               | 2. august                        |
| Sølv                             | Joe Kovacs | Atletik                            | Men's shot put                         | 3. august                        |
| Sølv                             | Sha'Carri Richardson | Atletik                            | Women's 100 m                          | 3. august                        |
| Sølv                             | Kaylyn Brown Bryce Deadmon Shamier Little Vernon Norwood | Atletik                            | Mixed 4 × 400 m relay                  | 3. august                        |
| Sølv                             | Conner Prince | Skydning                           | Men's skeet                            | 3. august                        |
| Sølv                             | Kate Douglass | Svømning                           | Women's 200 m individual medley        | 3. august                        |
| Sølv                             | Austin Krajicek Rajeev Ram | Tennis                             | Men's doubles                          | 3. august                        |
| Sølv                             | Brady Ellison | Bueskydning                        | Men's individual                       | 4. august                        |
| Sølv                             | Jack Alexy[a] Hunter Armstrong Caeleb Dressel Nic Fink Thomas Heilman[a] Ryan Murphy Charlie Swanson[a] | Svømning                           | Men's 4 × 100 m medley relay           | 4. august                        |
| Sølv                             | Sam Kendricks | Atletik                            | Men's pole vault                       | 5. august                        |
| Sølv                             | Simone Biles | Gymnastik                          | Women's floor                          | 5. august                        |
| Sølv                             | Vincent Hancock Austen Smith | Skydning                           | Mixed skeet team                       | 5. august                        |
| Sølv                             | Taylor Knibb Morgan Pearson Seth Rider Taylor Spivey | Triatlon                           | Mixed relay                            | 5. august                        |
| Sølv                             | Annette Echikunwoke | Atletik                            | Women's hammer throw                   | 6. august                        |
| Sølv                             | Anita Alvarez Jamie Czarkowski Megumi Field Keana Hunter Audrey Kwon Jacklyn Luu Daniella Ramirez Ruby Remati | Artistic swimming                  | Team                                   | 7. august                        |
| Sølv                             | Katie Moon | Atletik                            | Women's pole vault                     | 7. august                        |
| Sølv                             | Kenneth Rooks | Atletik                            | Men's 3000 m steeplechase              | 7. august                        |
| Sølv                             | Tom Schaar | Skateboard                         | Herrernes park                         | 7. august                        |
| Sølv                             | Kenny Bednarek | Atletik                            | Men's 200 m                            | 8. august                        |
| Sølv                             | Daniel Roberts | Atletik                            | Men's 110 m hurdles                    | 8. august                        |
| Sølv                             | Anna Cockrell | Atletik                            | Women's 400 m hurdles                  | 8. august                        |
| Sølv                             | Spencer Lee | Brydning                           | Men's freestyle 57 kg                  | 9. august                        |
| Sølv                             | Shelby McEwen | Atletik                            | Men's high jump                        | 10. august                       |
| Sølv                             | Nevin Harrison | Kano og kajak                      | Women's C-1 200 m                      | 10. august                       |
| Sølv                             | Brooke Raboutou | Sportsklatring                     | Damernes kombination                   | 10. august                       |
| Sølv                             | United States women's national volleyball team- Lauren Carlini - Andrea Drews - Micha Hancock - Jordan Larson - Chiaka Ogbogu - Kathryn Plummer - Jordyn Poulter - Dana Rettke - Kelsey Robinson - Avery Skinner - Jordan Thompson - Haleigh Washington - Justine Wong-Orantes                                                                            | Volleyball                         | Women's tournament                     | 11. august                       |
| Sølv                             | Kennedy Blades | Brydning                           | Women's freestyle 76 kg                | 11. august                       |
| Bronze                           | Chloé Dygert | Cykling                            | Women's road time trial                | 27. juli                         |
| Bronze                           | Katie Ledecky | Svømning                           | Women's 400 m freestyle                | 27. juli                         |
| Bronze                           | Carson Foster | Svømning                           | Men's 400 m individual medley          | 28. juli                         |
| Bronze                           | Nick Itkin | Fægtning                           | Herrernes fleuret                      | 29. juli                         |
| Bronze                           | Asher Hong Paul Juda Brody Malone Stephen Nedoroscik Fred Richard | Gymnastik                          | Men's artistic team all-around         | 29. juli                         |
| Bronze                           | Nyjah Huston | Skateboard                         | Herrernes street                       | 29. juli                         |
| Bronze                           | Luke Hobson | Svømning                           | Men's 200 m freestyle                  | 29. juli                         |
| Bronze                           | Ryan Murphy | 2024                               | Men's 100 m backstroke                 | 29. juli                         |
| Bronze                           | Emma Weyant | Svømning                           | Women's 400 m individual medley        | 29. juli                         |
| Bronze                           | USAs landshold i rygby- Kayla Canett - Lauren Doyle - Alev Kelter - Kristi Kirshe - Sarah Levy - Ilona Maher - Alena Olsen - Ariana Ramsey - Stephanie Rovetti - Spiff Sedrick - Sammy Sullivan - Naya Tapper | Syvmandsrugby                      | Women's tournament                     | 30. juli                         |
| Bronze                           | Katharine Berkoff | Svømning                           | Women's 100 m backstroke               | 30. juli                         |
| Bronze                           | Evy Leibfarth | Kano og kajak under sommer-OL 2024 | Women's slalom C-1                     | 31. juli                         |
| Bronze                           | Sunisa Lee | Gymnastik                          | Women's artistic individual all-around | 1. august                        |
| Bronze                           | Brady Ellison Casey Kaufhold | Bueskydning                        | Mixed team                             | 2. august                        |
| Bronze                           | Grant Fisher | Atletik                            | Herrernes 10.000 m                     | 2. august                        |
| Bronze                           | Ian Barrows Hans Henken | Sejlsport                          | 49er                                   | 2. august                        |
| Bronze                           | Melissa Jefferson | Atletik                            | Women's 100 m                          | 3. august                        |
| Bronze                           | Jasmine Moore | Atletik                            | Damernes trespring                     | 3. august                        |
| Bronze                           | Stephen Nedoroscik | Gymnastik                          | Men's pommel horse                     | 3. august                        |
| Bronze                           | Jade Carey | Gymnastik                          | Women's vault                          | 3. august                        |
| Bronze                           | Christopher Carlson Peter Chatain Clark Dean Henry Hollingsworth Rielly Milne (c) Evan Olson Pieter Quinton Nicholas Rusher Christian Tabash | Roning                             | Men's eight                            | 3. august                        |
| Bronze                           | Paige Madden | Svømning                           | Women's 800 m freestyle                | 3. august                        |
| Bronze                           | Taylor Fritz Tommy Paul | Tennis                             | Men's doubles                          | 3. august                        |
| Bronze                           | Fred Kerley | Atletik                            | Men's 100 m                            | 4. august                        |
| Bronze                           | Sunisa Lee | Gymnastik                          | Women's uneven bars                    | 4. august                        |
| Bronze                           | Austen Smith | Skydning                           | Women's skeet                          | 4. august                        |
| Bronze                           | Damernes landhold i Basketball Cierra Burdick Dearica Hamby Rhyne Howard Hailey Van Lith | Basketball                         | Damernes 3×3 turnering                 | 5. august                        |
| Bronze                           | Yared Nuguse | Atletik                            | Men's 1500 m                           | 6. august                        |
| Bronze                           | Brittany Brown | Atletik                            | Women's 200 m                          | 6. august                        |
| Bronze                           | Omari Jones | Boksning                           | Men's welterweight                     | 6. august                        |
| Bronze                           | Hampton Morris | Vægtløftning                       | Men's 61 kg                            | 7. august                        |
| Bronze                           | Noah Lyles | Atletik                            | Men's 200 m                            | 8. august                        |
| Bronze                           | Jasmine Moore | Atletik                            | Women's long jump                      | 8. august                        |
| Bronze                           | Sam Watson | Sport climbing                     | Men's speed                            | 8. august                        |
| Bronze                           | Kristina Teachout | Taekwondo                          | Women's 67 kg                          | 9. august                        |
| Bronze                           | United States men's national volleyball team- Matt Anderson - Taylor Averill - Micah Christenson - TJ DeFalco - Maxwell Holt - Thomas Jaeschke - Jeffrey Jendryk - Micah Maʻa - Garrett Muagututia - Aaron Russell - Erik Shoji - David Smith | Volleyball                         | Men's tournament                       | 9. august                        |
| Bronze                           | Aaron Brooks | Brydning                           | Men's freestyle 86 kg                  | 9. august                        |
| Bronze                           | Helen Maroulis | Brydning                           | Women's freestyle 57 kg                | 9. august                        |
| Bronze                           | Grant Fisher | Atletik                            | Herrernes 5000 m                       | 10. august                       |
| Bronze                           | Victor Montalvo | Breaking                           | B-Boys                                 | 10. august                       |
| Bronze                           | Kyle Dake | Brydning                           | Men's freestyle 74 kg                  | 10. august                       |
| Bronze                           | USAs landhold i Vandpolo- Alex Bowen - Luca Cupido - Hannes Daube - Chase Dodd - Ryder Dodd - Ben Hallock - Drew Holland - Johnny Hooper - Max Irving - Alex Obert - Marko Vavic - Adrian Weinberg - Dylan Woodhead | Vandpolo                           | Men's tournament                       | 11. august                       |